# Kreis Baja
Der Kreis Baja (ungarisch Bajai járás) ist ein Kreis im Südwesten des Komitats Bács-Kiskun. Er entstand nach Auflösung der Kleingebiete Anfang 2013 aus dem Kleingebiet Baja (ungarisch Bajai kistérség). Der Kreis grenzt im Süden mit drei Ortschaften (Hercegszántó, Bácsszentgyörgy und Gara) an Serbien. Kreissitz ist die größte und einzige Stadt Baja, die über die Hälfte der Kreisbevölkerung ausmacht.

## Gemeindeübersicht
| Gemeinde        | Status       | Herkunft Kleingebiet | Einwohnerzahl | Einwohnerzahl | Einwohnerzahl | Fläche     | Bevölkerungs- dichte (Ew./km²) |
| Gemeinde        | Status       | Herkunft Kleingebiet | 01.10.2011    | 01.01.2013    | 01.01.2016    | 01.01.2016 | Bevölkerungs- dichte (Ew./km²) |
| --------------- | ------------ | -------------------- | ------------- | ------------- | ------------- | ---------- | ------------------------------ |
| Bácsszentgyörgy | Gemeinde     | Baja                 | 156           | 174           | 150           | 14,74      | 10,2                           |
| Baja            | Stadt        | Baja                 | 36.267        | 36.224        | 35.411        | 177,90     | 199,1                          |
| Bátmonostor     | Gemeinde     | Baja                 | 1.554         | 1.519         | 1.502         | 37,95      | 39,6                           |
| Csátalja        | Gemeinde     | Baja                 | 1.431         | 1.485         | 1.438         | 39,05      | 36,8                           |
| Csávoly         | Gemeinde     | Baja                 | 1.854         | 1.882         | 1.810         | 47,42      | 38,2                           |
| Dávod           | Gemeinde     | Baja                 | 1.963         | 2.003         | 1.939         | 69,21      | 28,0                           |
| Dunafalva       | Gemeinde     | Baja                 | 886           | 905           | 910           | 57,89      | 15,7                           |
| Érsekcsanád     | Gemeinde     | Baja                 | 2.796         | 2.830         | 2.768         | 58,29      | 47,5                           |
| Érsekhalma      | Gemeinde     | Baja                 | 639           | 599           | 576           | 27,56      | 20,9                           |
| Felsőszentiván  | Gemeinde     | Baja                 | 1.850         | 1.865         | 1.785         | 53,54      | 33,3                           |
| Gara            | Gemeinde     | Baja                 | 2.334         | 2.359         | 2.307         | 59,96      | 38,5                           |
| Hercegszántó    | Gemeinde     | Baja                 | 2.092         | 2.085         | 2.020         | 68,55      | 29,5                           |
| Nagybaracska    | Gemeinde     | Baja                 | 2.263         | 2.281         | 2.298         | 37,95      | 60,6                           |
| Nemesnádudvar   | Gemeinde     | Baja                 | 1.883         | 1.874         | 1.818         | 58,78      | 30,9                           |
| Sükösd          | Großgemeinde | Baja                 | 3.697         | 3.727         | 3.550         | 94,18      | 37,7                           |
| Szeremle        | Gemeinde     | Baja                 | 1.421         | 1.417         | 1.409         | 34,06      | 41,4                           |
| Vaskút          | Großgemeinde | Baja                 | 3.415         | 3.371         | 3.347         | 71,49      | 46,8                           |
| Kreis Baja      |              |                      | 66.501        | 66.600        | 65.038        | 1.008,52   | 64,5                           |